# Juliano Máquina
Juliano Fernando Gento Máquina (* 18. August 1993 in Maputo) ist ein Amateurboxer aus Mosambik und Olympiateilnehmer von 2012 im Halbfliegengewicht.

## Boxkarriere
Seine größten Erfolge waren der zweite Platz beim kubanischen Turnier „Copa Roberto Balado“ 2011 in Havanna, der 5. Platz bei den Afrikaspielen 2011 in Maputo und der dritte Platz bei der Afrikanischen Olympiaqualifikation 2012 in Casablanca, wo er im Halbfinale gegen Abdelali Daraa ausgeschieden war.
Somit konnte er an den Olympischen Spielen 2012 in London teilnehmen, unterlag jedoch im ersten Kampf gegen den Bulgaren Alexandar Alexandrow.